# Консепсьон (Сантандер)
Консепсьон (исп. Concepción) — город и муниципалитет в северо-восточной части Колумбии, на территории департамента Сантандер. Входит в состав провинции Гарсия-Ровира.

## История
Поселение, из которого позднее вырос город, было основано 6 марта 1773 года. Муниципалитет Консепсьон был выделен в отдельную административную единицу в 1813 году.

## Географическое положение

Муниципалитет Консепсьон

Город расположен в восточной части департамента, в горной местности Восточной Кордильеры, на правом берегу реки Сервита, на расстоянии приблизительно 52 километров к юго-востоку от города Букараманги, административного центра департамента. Абсолютная высота — 1990 метров над уровнем моря.
Муниципалитет Консепсьон граничит на севере с территорией муниципалитета Серрито, на западе — с муниципалитетом Сан-Андрес, на юго-западе — с муниципалитетом Малага, на юге — с муниципалитетом Энсисо, на юго-востоке — с муниципалитетом Каркаси, на востоке — с территорией департамента Бояка, на северо-востоке — с территорией департамента Северный Сантандер. Площадь муниципалитета составляет 686 км².

## Население
По данным Национального административного департамента статистики Колумбии, совокупная численность населения города и муниципалитета в 2015 году составляла 5292 человека.
Динамика численности населения муниципалитета по годам:
| 2005 | 2006 | 2007 | 2008 | 2009 | 2010 | 2011 | 2012 | 2013 | 2014 | 2015 |
| ---- | ---- | ---- | ---- | ---- | ---- | ---- | ---- | ---- | ---- | ---- |
| 5908 | 5854 | 5791 | 5722 | 5666 | 5602 | 5537 | 5476 | 5413 | 5345 | 5292 |

Согласно данным переписи 2005 года мужчины составляли 49,5 % от населения Консепсьона, женщины — соответственно 50,5 %. В расовом отношении белые и метисы составляли 93,6 % от населения города; индейцы — 6,2 %; негры, мулаты и райсальцы — 0,2 %.
Уровень грамотности среди всего населения составлял 83,6 %.

## Экономика
Основу экономики Консепсьона составляет сельское хозяйство.
77,8 % от общего числа городских и муниципальных предприятий составляют предприятия торговой сферы, 13,8 % — предприятия сферы обслуживания, 7,4 % — промышленные предприятия, 1 %— предприятия иных отраслей экономики.

## Транспорт
Через город проходит национальное шоссе № 55 (исп. Ruta Nacional 55).